# علی‌پور، ناوسری
علی‌پور، ناوسری (به انگلیسی: Alipore, Navsari) یک روستا در هند است که در گجرات واقع شده‌است.